# Esteve Padilla
Esteve Gerardo Padilla Velasco (Guadalajara, Jalisco, 16 de septiembre de 1975) es un exfutbolista mexicano que jugaba en la  demarcación de defensa.

## Trayectoria
Empezó en las categorías menores del Club Atlas de Guadalajara, haciendo su presentación en primera división en la tempórada 93-94 con los rojinegros. En el Invierno 97 pasa a Toros Neza, donde su participación no ha gozado de la continuidad que tenía en Atlas.
Tuvo un paso fugaz con el Club Zacatepec de primera 'a' donde permaneció por seis meses a préstamo, donde contribuyó con un gol en la final de Invierno 1999 aunque no fue suficiente para lograr el ascenso.

Luego de su aceptable pasó con los cañeros volvió a la máxima categoría de México con los toros donde es regular en algunos cotejos para sufrir el descenso con el club y estuvo en algunas temporadas con ellos en la división de ascenso para después fichar con el Club Irapuato para el invierno 2001.
Sin embargo debido al cambio de sede del conjunto fresero continuó su carrera ya en la franquicia mudada a Veracruz con el mote de Tiburones Rojos de Veracruz siendo su último club en primera para culminar su carrera en la segunda máxima categoría incluyendo sus retornos en los clubes de Zacatepec e Irapuato también jugó para Jaguares de Tapachula y Delfines de Coatzacoalcos de la misma división.

### Clubes
| Club                        | País   | Año         |
| --------------------------- | ------ | ----------- |
| Atlas de Guadalajara        | México | 1993 - 1997 |
| Toros Neza                  | México | 1997 - 1999 |
| Club Zacatepec              | México | 1999        |
| Toros Neza                  | México | 2000 - 2001 |
| Club Irapuato               | México | 2001        |
| Tiburones Rojos de Veracruz | México | 2002        |
| Club Zacatepec              | México | 2002 - 2003 |
| Jaguares de Tapachula       | México | 2003 - 2004 |
| Delfines de Coatzacoalcos   | México | 2004 - 2006 |
| Club Irapuato               | México | 2006 - 2008 |

## Selección nacional
Ha sido internacional con la selección de fútbol de México entre 1995 y 1996 disputó 4 partidos internacionales.

### Partidos internacionales
| 1 | 11 de octubre de 1995   | Los Angeles Memorial Coliseum, Los Ángeles, Estados Unidos | Arabia Saudita | 2–1 | Amistoso |
| 2 | 16 de noviembre de 1995 | Estadio Tecnológico, Monterrey, México                     | Yugoslavia     | 1–4 | Amistoso |
| 3 | 7 de febrero de 1996    | Estadio Nacional de Chile, Santiago de Chile, Chile        | Chile          | 2–1 | Amistoso |
| 4 | 23 de octubre de 1996   | Memoriam Coliseum, Los Ángeles, Estados Unidos             | Ecuador        | 1–0 | Amistoso |

## Estadísticas

### Resumen estadístico
| Competencia                | Partidos | Goles |
| -------------------------- | -------- | ----- |
| Primera División de México | 233      | 20    |
| Liga de Ascenso de México  | 71       | 6     |
| Partidos Internaciones     | 4        | 0     |
| Total                      | 325'     | 26    |